# Polizeiruf 110: Grenzgänger
Grenzgänger ist ein Fernsehfilm von Jakob Ziemnicki aus der Krimireihe Polizeiruf 110. Die 354. Folge innerhalb der Filmreihe Polizeiruf 110 wurde am 20. Dezember 2015 erstgesendet. Olga Lenski ermittelt in ihrem neunten Fall, der sie in Polen mit ihrem neuen Kollegen und Teampartner Adam Raczek (Lucas Gregorowicz) zusammenbringt. Premiere hatte der Film auf dem Filmfestival Cottbus am 3. November 2015, wo er im Beisein der beiden Hauptdarsteller erstmals vor Publikum gezeigt wurde.

## Handlung
Olga Lenski ist auf dem Weg zu ihrer neuen Dienststelle, die sich an der Grenzübergangsstelle zwischen Deutschland und Polen befindet. Sie soll dort zusammen mit polnischen Kollegen arbeiten und bei länderübergreifenden Delikten schneller arbeitsfähig sein. Auf der Fahrt dorthin wird sie Zeugin, wie ein Streifenwagen der polnischen Polizei ein Fahrzeug verfolgt. Die Beamten können das Fahrzeug stoppen und verfolgen den flüchtenden Fahrer zu Fuß. Lenski bemerkt eine verletzte Person im gestoppten Auto. Nachdem sie wahrgenommen hat, dass auf dem Rücksitz ein schwer verletzter Mann liegt, steigt sie kurzerhand in den Wagen und bringt den Schwerverletzten damit in die Notfallaufnahme der nächsten Klinik in Polen. Dort trifft sie auf ihren neuen polnischen Kollegen Adam Raczek, der sie zu ihrem Auto zurückbringen will. Doch ist dies nicht mehr an der Stelle, wo sie es stehen gelassen hatte, sondern wurde von der polnischen Polizei in Verwahrung genommen.
Am nächsten Tag – ihrem ersten in der neuen Dienststelle – erfährt Lenski, dass Tomasz Nowak in der Nacht seinen schweren Verletzungen erlegen ist. Als dringend tatverdächtig gilt der festgenommene Fahrer des Wagens, in dem Nowak gefunden wurde, Ramsan Dimaev. Er ist Tschetschene und Lenski sucht die Verbindung von ihm zu dem Polen Tomasz Nowak, der in Frankfurt studierte. Von Nowaks Schwester erfährt Lenski, dass ihr Bruder sich in seiner Bachelorarbeit mit Tschetschenien und der Gewalt in dem Land auseinandersetze. Daher vermuten die Ermittler, dass Nowaks Tod damit zu tun haben könnte. Nachdem sie sich mit dem Leiter des Flüchtlingsheimes in Słubice in Verbindung setzen, in welchem Ramsan Dimaev untergebracht ist, finden sie heraus, dass er Dimaev und andere seiner Landsleute für illegale Bare-knuckle-Kämpfe in Deutschland vermittelt. Bei diesen Kämpfen wird gegen jegliche Boxregeln mit bloßen Fäusten und bis zur totalen Erschöpfung der Beteiligten gekämpft. So ist zu vermuten, dass Nowak bei einem solcher Kämpfe zu Tode geprügelt wurde. Um zu klären, ob Ramsan Dimaev der Täter war oder ein anderer, müssen die Ermittler weiter in diese illegale Szene vordringen. Dimaev schweigt aus Angst, abgeschoben zu werden und der Leiter des Flüchtlingsheimes will seine Vermittlungsgebühren nicht verlieren. Zudem ist er der Meinung, seinen Landsleuten zu helfen, da sie durch diese Kämpfe viel Geld verdienen und sie damit ihre Familien im Heimatland gut ernähren können.
Bei der Überprüfung der Kontobewegungen von Tomasz Nowak erscheinen monatliche Geldzuwendungen einer Anwaltskanzlei Vogel. Adam Raczek war bei seinen Recherchen in den Frankfurter Boxclubs bereits Tobias Vogel, dem Juniorchef der Kanzlei, begegnet. Als er diesen aufsucht und nach dem Grund der Zahlungen befragt, wird er von ihm an seinen Vater verwiesen, zu dem er ein recht angespanntes Verhältnis hat. Hans Vogel erklärt, dass Tobias an dem Wochenende in der Kanzlei gearbeitet hätte.
Nach der kriminaltechnischen Untersuchung des Opfers finden sich Hautpartikel an den Händen, die nachweislich von einem männlichen Verwandten stammen. Lenski befragt daraufhin Tomasz Nowaks Mutter, die seit vielen Jahren in Vogels Kanzlei angestellt ist. Sie gibt zu, dass ihr Chef Tomaszs Vater ist. Dessen Sohn Tobias wüsste dies angeblich nicht. Doch stellt sich heraus, dass er es vor kurzem herausgefunden hatte und als er seinen Halbbruder bei der letzten Bare-knuckle-Veranstaltung gesehen hatte, entlud sich sein ganzer Zorn. 
Dimaev hatte Nowak verletzt aufgefunden und wollte ihn in eine Klinik bringen.
Lenski stellt am Ende fest, dass eigentlich alle eine glückliche Familie hätten werden können, wenn sie sich nur früher alle die Wahrheit gesagt hätten.

## Hintergrund
Mit diesem Polizeiruf beginnt eine deutsch-polnischen Ermittlergruppe ihre Arbeit in dem Grenzgebiet um Frankfurt (Oder). Nach der Pensionierung von Horst Krause beginnt auch Olga Lenski einen neuen Lebensabschnitt und wechselt den Einsatzort. Mit ihr zusammen begibt sich auch Polizeihauptmeister Wolfgang Neumann in die neue Dienststelle.
Die Idee zu dieser deutsch-polnischen Zusammenarbeit in einem Krimi stammt von Regisseur Jakob Ziemnicki, der in Polen geboren und aufgewachsen ist.
Der Film wurde vom 14. Juli 2015 bis zum 12. August 2015 in Berlin, Frankfurt (Oder) und Słubice gedreht.

## Rezeption

### Kritiken
„Die einzigen richtig starken, weil irritierenden Momente in dieser etwas bemühten 'Fight Club'-Variante […] hat Darsteller Gregorowicz mit ein paar lakonischen Spaßeinlagen. […] Da geht noch mehr. Wir bleiben dran.“

„[…] 'Grenzgänger' hat hervorragende Darsteller wie Manfred Zapatka, Christoph Luser, Danuta Stenka und Tamer Yigit, die aber auch nicht verhindern konnten, dass ein bemühter, pseudoexistenzialistischer David-Cronenberg-Abklatsch dabei herausgekommen ist, in dem Blut auf Kacheln spritzt, ein Mann in seiner Gefängniszelle ein tschetschenisches Lied singt und jeder mal bedeutungsschwanger ins Nichts gucken darf.“

### Einschaltquoten
Die Erstausstrahlung von Grenzgänger am 20. Dezember 2015 wurde in Deutschland von 7,51 Millionen Zuschauern gesehen und erreichte einen Marktanteil von 21,4 % für Das Erste.